# Цереброзиди

Цереброзиди

Цереброзиди — гліколіпіди, що отримали назву за місцем виявлення — головним мозком. Особливо високий їхній вміст у мембранах нервових клітин. Вуглеводна частина представлена галактозою, рідше — глюкозою.

## Загальна інформація
Міститься у більшості клітинних мембранах тварин, найбільша кількість виявлена у білій речовині мозку і в мієлінових оболонках нервів. Біосинтез сполук відбувається шляхом перенесення залишку цукру від уридинфосфогексози на сфінгозин з подальшим ацилюванням ацилкоферментом А. Біологічна роль речовини остаточно не з'ясована. Зауважено,що існує скупчення цереброзидів у різних органах (мозку, селезінці, печінці) при низці важких психічних захворюваннях. Вважаються найбільш імуннореактивними мполуками мозку.

## Тип зв'язку
Цереброзиди містять у структурі вуглеводні залишки і належать до полярних гліколіпідів. У цереброзидів рівнобіжне розташування аліфатичних ланцюгів забезпечується внаслідок вигинів ланцюга сфінгозину при першому і шостому атомах Карбону, а кільце залишку моносахариду орієнтоване майже перпендикулярно до вуглеводневих ланцюгів. 